# Gerhard Wittig
Gerhard Wittig (* 16. April 1930) ist ein ehemaliger deutscher Polizeioffizier. Er war Generalleutnant und Chef der Bezirksbehörde der Deutschen Volkspolizei (BDVP) Erfurt.

## Leben
Wittig, von Beruf Landwirtschaftsgehilfe, schloss sich der SED an und wurde 1948 Angehöriger der Deutschen Volkspolizei (VP). Er schlug die Offizierslaufbahn ein und qualifizierte sich zum Diplom-Juristen. Bis Mai 1961 war er Leiter der Abteilung Schutzpolizei in der BDVP Leipzig, dann übernahm er im Rang eines Majors die Funktion des Stabschefs der Bezirkseinsatzleitung  (BEL) Leipzig.
Von 1968 bis 1990 war er Chef der BDVP Erfurt (Nachfolger des im Dezember 1967 verstorbenen Heinrich Hertel). Gleichzeitig war er von 1969 bis 1989 Mitglied der SED-Bezirksleitung Erfurt und von 1971 bis 1990 Abgeordneter des Bezirkstages Erfurt. Er wurde am 26. Juni 1975 von Erich Honecker zum Generalmajor ernannt und am 30. Juni 1987 zum Generalleutnant befördert.

## Auszeichnungen
- 1967 Vaterländischer Verdienstorden in Bronze und 1979 in Silber
- 1974 Ehrentitel Verdienter Volkspolizist der Deutschen Demokratischen Republik
- 1985 Orden Banner der Arbeit Stufe II